# Campo al-Husayn

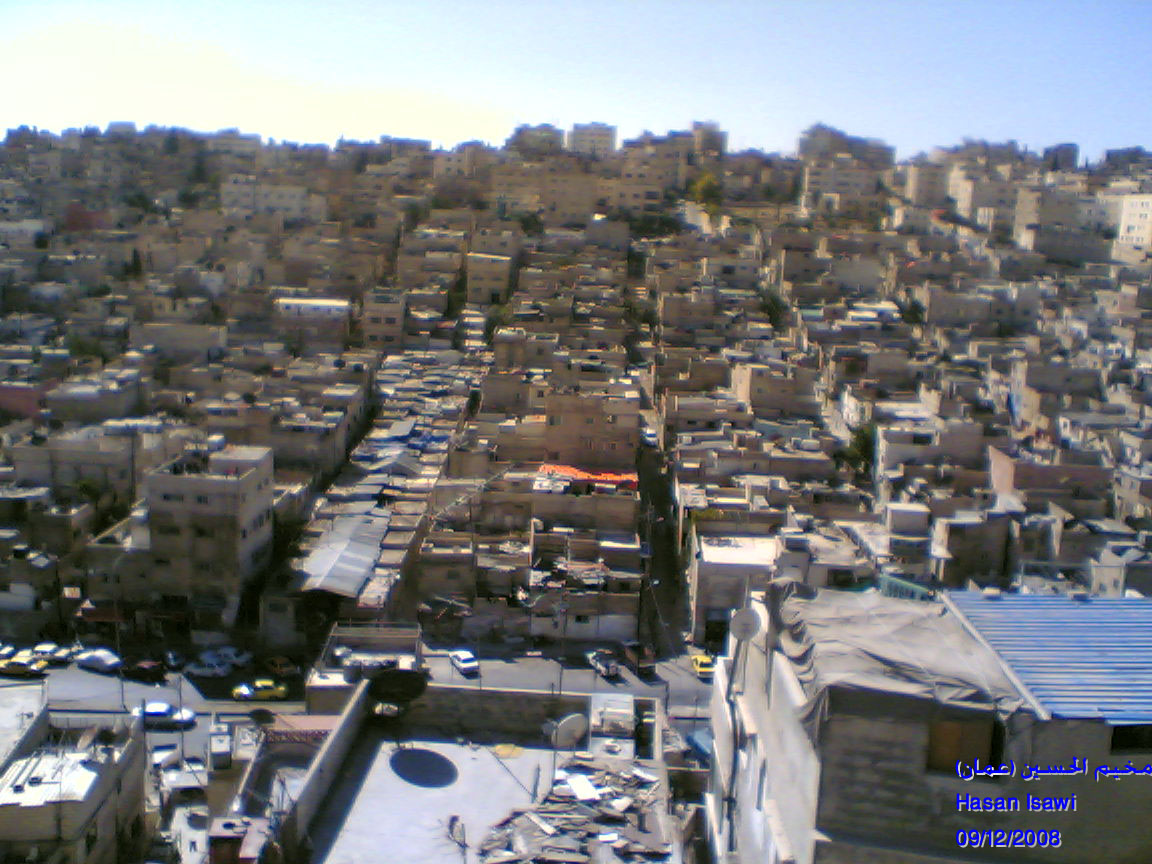
Campo al-Hussein - Amman

Il campo al-Husayn (in arabo  مخيم الحسين‎?, Mukhīm al-Ḥusayn) è uno dei dieci campi profughi palestinesi in Giordania. Situato ad Amman, tra il quartiere di Jabal al-Husayn e quello di Jabal al-Nuzha (in arabo جبل النزهة‎?), è stato costruito nel 1952 ed occupa una superficie di 421.000 m² (367 dunum).
Vi abitano circa 30.000 rifugiati palestinesi, delle cui istruzione e assistenza sanitaria è in parte responsabile la UNRWA (United Nations Relief and Works Agency).
In seguito alla guerra arabo-israeliana del 1948, campi profughi come quello di al-Husayn sono stati allestiti nei paesi vicini (come Giordania, Siria e Libano) per accogliere le famiglie palestinesi.

## Altri campi profughi palestinesi in Giordania
1. Campo  di Jerash - مخيم جرش
2. Campo di Wiḥdāt - مخيم الوحدات (chiamato anche "Nuovo campo di Amman")
3. Campo di al-Ṭālbiyya - مخيم الطالبية
4. Campo di al-Zarqāʾ - مخيم الزرقاء
5. Campo di al-Ḥuṣn - مخيم الحصن (chiamato anche "Campo del Martire (shahīd) ʿAzmī al-Muftī")
6. Campo di al-Baqīʿa - مخيم البقعة
7. Campo di Irbīd - مخيم إربد
8. Campo di Mārkā - مخيم ماركا
9. Campo di Ṣūf - مخيم ﺻﻮﻑ